# Federazione di pattinaggio dell'Argentina
La Federazione di pattinaggio dell'Argentina (spː Confederación Argentina de Patìn) è l'organo nazionale argentino che governa e gestisce tutti gli sport rotellistici ed ha lo scopo di organizzare, disciplinare e sviluppare tali discipline.

La sede della federazione è a Buenos Aires.

L'attuale presidente è Marcelo Daniel Martinez.

## Discipline
Le discipline ufficialmente affiliate alla federazione sono le seguenti:
- Hockey su pista
- Hockey in linea
- Pattinaggio freestyle
- Pattinaggio artistico
- Pattinaggio corsa
- Skateboard
- Skiroll